# Brookfield (Missouri)
Pour les articles homonymes, voir Brookfield.
La ville de Brookfield est située dans le comté de Linn, dans l’État du Missouri, aux États-Unis. Sa population s’élevait à 4 542 habitants lors du recensement de 2010, estimée à 4 303 habitants en 2016. C’est la plus grande ville du comté.

## Source
- (en) Cet article est partiellement ou en totalité issu de l’article de Wikipédia en anglais intitulé « Brookfield, Missouri » (voir la liste des auteurs).